# Blanchard (Oklahoma)
Blanchard és una ciutat dels Estats Units a l'estat d'Oklahoma. Segons el cens del 2000 tenia 2.816 habitants.

## Demografia
Segons el cens del 2000, Blanchard tenia 2.816 habitants, 1.085 habitatges, i 818 famílies. La densitat de població era de 97,8 habitants per km².
Dels 1.085 habitatges en un 36,2% hi vivien nens de menys de 18 anys, en un 62% hi vivien parelles casades, en un 10,1% dones solteres, i en un 24,6% no eren unitats familiars. En el 22,8% dels habitatges hi vivien persones soles el 10,3% de les quals corresponia a persones de 65 anys o més que vivien soles. El nombre mitjà de persones vivint en cada habitatge era de 2,57 i el nombre mitjà de persones que vivien en cada família era de 3.
Per edats la població es repartia de la següent manera: un 27,5% tenia menys de 18 anys, un 7,7% entre 18 i 24, un 29,5% entre 25 i 44, un 21,5% de 45 a 60 i un 13,8% 65 anys o més.
L'edat mediana era de 36 anys. Per cada 100 dones de 18 o més anys hi havia 86,7 homes.
La renda mediana per habitatge era de 37.121 $ i la renda mediana per família de 43.028 $. Els homes tenien una renda mediana de 31.691 $ mentre que les dones 23.182 $. La renda per capita de la població era de 17.323 $. Entorn del 7,8% de les famílies i el 10,1% de la població estaven per davall del llindar de pobresa.

## Poblacions més properes
El següent diagrama mostra les poblacions més properes.